# Darkthrone
Darkthrone – norweski blackmetalowy zespół muzyczny założony w 1988 roku.
Darkthrone zaliczany jest do drugiej fali black metalu oraz określany jest jako jeden z najbardziej wpływowych w historii gatunku.

## Historia
Zespół został założony w 1988, początkowo jego styl muzyczny oscylował wokół death metalu. Po wydaniu dwóch kaset demo podpisał kontrakt na cztery płyty z wytwórnią Peaceville Records. W 1991 roku została wydana pierwsza płyta – Soulside Journey. Album charakteryzował się precyzyjną produkcją i osadzony był w stylistyce technicznego death metalu charakteryzującego się progresywną strukturą utworów, zawiłą pracą perkusji oraz szybkimi riffami. Niedługo potem zespół całkowicie zmienił swój wizerunek i kierunek rozwoju, czysta technicznie muzyka przeobraziła się w ascetyczny black metal, muzycy przybrali nordyckie i okultystyczne pseudonimy, a na ich twarzach pojawiły się makijaże.
W tym okresie zespół opuścił basista Dag Nilsen, pozostali muzycy nagrali pierwszy blackmetalowy album A Blaze in the Northern Sky, w którym silnie uwidoczniły się inspiracje pierwszymi płytami Bathory oraz Celtic Frost. Wytwórnia była początkowo bardzo sceptycznie nastawiona do zmian jakie zaszły w zespole.
Na kolejnym albumie Under a Funeral Moon zespół coraz bardziej zagłębiał się w black metal wypracowując swój własny styl, który stał się znakiem rozpoznawczym całego gatunku czasem określanego jako norweski black metal. Kontynuacją obranej drogi był także Transilvanian Hunger, album uważany za najlepsze osiągnięcie zespołu, chociaż sami muzycy twierdzą, że nie jest to typowe wydawnictwo Darkthrone. Wszystkie te wczesne płyty charakteryzowały się surowym brzmieniem, produkcją niskiej jakości i muzyczną prostotą.
Kolejny album – Panzerfaust – został wydany pod szyldem norweskiej wytwórni Moonfog. Tekst do utworu "Quintessence" został napisany przez innego norweskiego wykonawcę black metalu - Varg Vikernes. 
Ich szósty album Total Death został wydany w 1996 roku, teksty utworów stworzyli znani muzycy norweskiej sceny blackmetalowej.
Płyta Goatlord zawiera nagrania z próby, nagrane na przełomie 1990 i 1991 roku, śpiew został nagrany w 1994 roku. Utwory z tej próby zostały porzucone przez zespół, ze względu na zmianę stylu muzycznego z death na black metal.
W 1999 roku Darkthrone wydał album Ravishing Grimness, który charakteryzował się czystszą produkcją oraz wyraźnymi wpływami wczesnej twórczości zespołu Celtic Frost. W podobnym stylu, lecz bardziej surowym, stworzony został kolejny album Plaguewielder (wydany w 2001 roku). Muzycy jakość produkcji określili stwierdzeniem "more necro" (z ang. "bardziej martwiczna").
W roku 2003 zespół wydał album Hate Them. Pomimo wykorzystania elektronicznych introdukcji do tego i kolejnego wydawnictwa, muzycznie Darkthrone pozostał wierny stylowi wypracowanemu na swych pierwszych płytach blackmetalowych. Sardonic Wrath został wydany w 2004 roku i jest to ostatnia płyta stworzona wyłącznie w stylu blackmetalowym.
Darkthrone wydał swój jedenasty album The Cult Is Alive na początku 2006 roku. Stanowi on wielkie zmiany w stylu zespołu, ponieważ zawiera więcej muzyki punk i crust punk niż w poprzednich nagraniach. Chociaż blackmetalowe korzenie zespołu są nadal widoczne, zauważalne jest znaczniejsze niż na poprzednich albumach odejście od typowego brzmienia gatunku.
W lipcu 2007 roku zespół wydał minialbum NWOBHM (skrót od New Wave of Black Heavy Metal) jako zapowiedź ich kolejnego albumu. We wrześniu tego samego roku został wydany album F.O.A.D. (skrót od Fuck Off And Die). Tytuł ten jest hołdem dla duńskiej grupy Desexult. Muzycznie jest to kontynuacja crust punkowego stylu znanego z poprzedniego albumu, pojawiają się także elementy charakterystyczne dla tradycyjnego heavy metalu.
20 października 2008 roku ukazała się czternasta płyta studyjna Dark Thrones and Black Flags, będąca w dużej mierze kontynuacją albumu F.O.A.D. W 2010 ukazała się płyta Circle the Wagons utrzymana w podobnym stylu co dwie poprzednie.

## Dyskografia
| 1991                           | Soulside Journey - Data: styczeń 1991 - Wydawca: Peaceville Records                     | –  | –  | –  | –  |
| 1992                           | A Blaze in the Northern Sky - Data: luty 1992 - Wydawca: Peaceville Records             | –  | –  | –  | –  |
| 1993                           | Under a Funeral Moon - Data: czerwiec 1993 - Wydawca: Peaceville Records                | –  | –  | –  | –  |
| 1994                           | Transilvanian Hunger - Data: 17 lutego 1994 - Wydawca: Peaceville Records               | –  | –  | –  | –  |
| 1995                           | Panzerfaust - Data: 6 czerwca 1995 - Wydawca: Moonfog Productions                       | –  | –  | –  | –  |
| 1996                           | Total Death - Data: 1996 - Wydawca: Moonfog Productions                                 | –  | –  | –  | –  |
| 1999                           | Ravishing Grimness - Data: 1999 - Wydawca: Moonfog Productions                          | –  | –  | –  | –  |
| 2001                           | Plaguewielder - Data: 10 września 2001 - Wydawca: Moonfog Productions                   | –  | –  | –  | –  |
| 2003                           | Hate Them - Data: 10 marca 2003 - Wydawca: Moonfog Productions                          | –  | –  | –  | –  |
| 2004                           | Sardonic Wrath - Data: 6 września 2004 - Wydawca: Moonfog Productions                   | –  | –  | –  | –  |
| 2006                           | The Cult Is Alive - Data: 27 lutego 2006 - Wydawca: Peaceville Records                  | 22 | –  | 59 | –  |
| 2007                           | F.O.A.D. - Data: 24 września 2007 - Wydawca: Peaceville Records                         | –  | –  | –  | –  |
| 2008                           | Dark Thrones and Black Flags - Data: 20 października 2008 - Wydawca: Peaceville Records | –  | –  | –  | –  |
| 2010                           | Circle the Wagons - Data: 5 kwietnia 2010 - Wydawca: Peaceville Records                 | 23 | –  | –  | –  |
| 2013                           | The Underground Resistance - Data: 22 lutego 2013 - Wydawca: Peaceville Records         | 23 | 35 | 50 | –  |
| 2016                           | Arctic Thunder - Data: 14 października 2016 - Wydawca: Peaceville Records               | –  | 40 | –  | 56 |
| 2019                           | Old Star - Data: 31 maja 2019 - Wydawca: Peaceville Records                             | 18 | 10 | 43 | 27 |
| 2021                           | Eternal Hails...... - Data: 25 czerwca 2021 - Wydawca: Peaceville Records               | 31 | 9  | –  | 5  |
| 2022                           | Astral Fortress - Data: 28 października 2022 - Wydawca: Peaceville Records              |    |    |    |    |
| "–" pozycja nie była notowana. |                                                                                         |    |    |    |    |

| 2005                           | Under Beskyttelse av Morke - Data: 2 sierpnia 2005 - Wydawca: Disign Warks | –  |
| 2006                           | Too Old, Too Cold - Data: 23 stycznia 2006 - Wydawca: Peaceville Records   | 11 |
| 2006                           | Forebyggende Krig - Data: 23 listopada 2006 - Wydawca: Peaceville Records  | –  |
| 2007                           | NWOBHM - Data: 23 lipca 2007 - Wydawca: Peaceville Records                 | –  |
| "–" pozycja nie była notowana. |                                                                            |    |

| Rok  | Tytuł                                                                                           |
| ---- | ----------------------------------------------------------------------------------------------- |
| 1996 | Goatlord - Data: 1996 - Wydawca: Moonfog Productions                                            |
| 2000 | Preparing for War - Data: 30 października 2000 - Wydawca: Peaceville Records                    |
| 2008 | Frostland Tapes - Data: 23 czerwca 2008 - Wydawca: Peaceville Records                           |
| 2011 | Sempiternal Past – The Darkthrone Demos - Data: 14 listopada 2011 - Wydawca: Peaceville Records |
| 2013 | Introducing Darkthrone - Data: 26 kwietnia 2013 - Wydawca: Recall                               |

| Rok  | Tytuł                                                                     |
| ---- | ------------------------------------------------------------------------- |
| 1988 | Land of Frost - Data: luty 1988 - Wydawca: brak (wydanie własne)          |
| 1988 | A New Dimension - Data: październik 1988 - Wydawca: brak (wydanie własne) |
| 1989 | Thulcandra - Data: marzec 1988 - Wydawca: brak (wydanie własne)           |
| 1989 | Cromlech - Data: listopad 1988 - Wydawca: brak (wydanie własne)           |

## Nagrody i wyróżnienia
| Rok  | Kategoria                                                 | Nagroda                 | Uwagi      |
| ---- | --------------------------------------------------------- | ----------------------- | ---------- |
| 2007 | The Best Black Metal Album (The Cult Is Alive)            | Metal Storm Awards 2006 | 5. miejsce |
| 2009 | The Best Black Metal Album (Dark Thrones and Black Flags) | Metal Storm Awards 2008 | 1. miejsce |
| 2011 | The Best Black Metal Album (Circle The Wagons)            | Metal Storm Awards 2010 | 5. miejsce |